# Stade Rennais FC
Stade Rennais Football Club er en fransk fodboldklub fra byen Rennes. Klubben spiller i Ligue 1.

## Titler
- Ligue 2: (2) 1956, 1983
- Coupe de France: (3) 1965, 1971, 2019
- Coupe Gambardella : (3) 1973, 2003, 2008
- Trophée des Champions: (2) 1971

## Kendte spillere
- Petr Čech
- Jimmy Briand
- Carlos Bocanegra
- Julien Escudé
- Luís Fabiano
- Petter Hansson
- Stéphane Mbia
- Mikaël Silvestre
- John Utaka
- John Mensah
- Erik Edman
- Brian Jensen
- Kim Källström
- Kjetil Rekdal
- Arthur Sorin
- Andreas Isaksson
- Eduardo Camavinga
- Jérémy Doku

## Hjemmebane
Stade de la Route de Lorient (normalt bare kaldet Route de Lorient) er et fodboldstadion i Rennes i Bretagne, Frankrig. Stadionet er hjemmebane for Ligue 1-klubben Rennes FC, og blev indviet 15. september 1912. Det har plads til 31.127 tilskuere, og alle pladser er siddepladser. Stadionet ligger på Route de Lorient (vejen til Lorient), heraf navnet. 